# Launaea secunda
Launaea secunda là một loài thực vật có hoa trong họ Cúc. Loài này được (C.B.Clarke) Hook.f. mô tả khoa học đầu tiên.